# Lupinus ramosissimus
Lupinus ramosissimus är en ärtväxtart som beskrevs av George Bentham. Lupinus ramosissimus ingår i släktet lupiner, och familjen ärtväxter. Inga underarter finns listade i Catalogue of Life.